# Xanthodaphne cladara
Xanthodaphne cladara é uma espécie de gastrópode do gênero Xanthodaphne, pertencente a família Raphitomidae.